# El col·leccionista
El col·leccionista (títol original en anglès: The Collector) és una pel·lícula britànica dirigida per William Wyler i estrenada l'any 1965. 	Ha estat doblada al català.

## Crítica
El 1961, William Wyler ja havia entrat en la llegenda de Hollywood, però aquest veterà director volia explotar nous espais encara dins de la seva concepció clàssica del cinema i va decidir adaptar al cinema una novel·la de John Fowles basada únicament en dos personatges, un únic escenari i amb diàlegs i rèpliques constants. El col·leccionista es va convertir així en la seva última obra mestra -encara que després Funny Girl li va donar més honors i èxits- i en una demostració del seu gran talent.
El duel interpretatiu entre aquestes dues personalitats tan diferents adquireix una dimensió
marcadament simbòlica i d'una forma tan dramàtica com inesperada. Wyler va confiar en dos joves artistes britànics pràcticament desconeguts que van brindar les millors interpretacions de la seva
carrera i es van veure propulsats a l'èxit.

## Repartiment
- Terence Stamp: Freddie Clegg
- Samantha Eggar: Miranda Grey
- Mona Washbourne: Tia Annie
- Maurice Dallimore: El veí

## Premis
- Festival de Cannes: millor actor (Terence Stamp) i actriu (Samantha Eggar).
- 3 Nominacions als Oscar al millor director, millor actor i guió.